# Martha (film)
Martha är en amerikansk dokumentärfilm som hade premiär på Netflix den 30 oktober 2024. Filmen är regisserad av R.J. Cutler.

## Handling
Filmen kretsar kring livsstilsikonen Martha Stewarts uppgång, plötsliga fall och comeback.

## Medverkande (i urval)
- Martha Stewart